# Rainhill
Rainhill – wieś w Anglii, w hrabstwie ceremonialnym Merseyside, w dystrykcie metropolitalnym St Helens. Leży 15 km na wschód od centrum Liverpool i 278 km na północny zachód od Londynu. W 2001 miejscowość liczyła 11 913 mieszkańców.